# Melittia suzukii
Melittia suzukii is een vlinder uit de familie wespvlinders (Sesiidae), onderfamilie Sesiinae.
Melittia suzukii is voor het eerst wetenschappelijk beschreven door Gorbunov & Arita in 1999. De soort komt voor in het Oriëntaals gebied.